# بندق هندي
البندق الهندي أو سلبنية (الاسم العلمي: Caesalpinia pulcherrima) وهو نبات شجري له ثمر يشبه البندق.

## أسماؤه الشائعة بالعربية
- أبو شنب
- أَطْمَاط[9]
- أُطْمُوط[9]
- أُطْيُوط[9]
- بقم هندي
- جوز الرتة
- الرتة[9]
- سيزا البينيا

## بيئة النمو والتكاثر
موطنه الأصلي في الهند، والبيئات شبه الرطبة، وكذلك ينمو في منطقة حوض البحر المتوسط.

## وصف النبتة
نبات شجري متساقط الأوراق، بري وزراعي، تزييني وطبي، يتكاثر بالبذور. له ثمر يشبه البندق وعليه لحاء.

## في الطب القديم
استعمل في الطب القديم كعقار لمعالجة:
- السموم الناجمة عن اللسعات
- وجع البطن من جراء الولادة
- اللقوة
- الإسهال المتوتر

## معرض صور

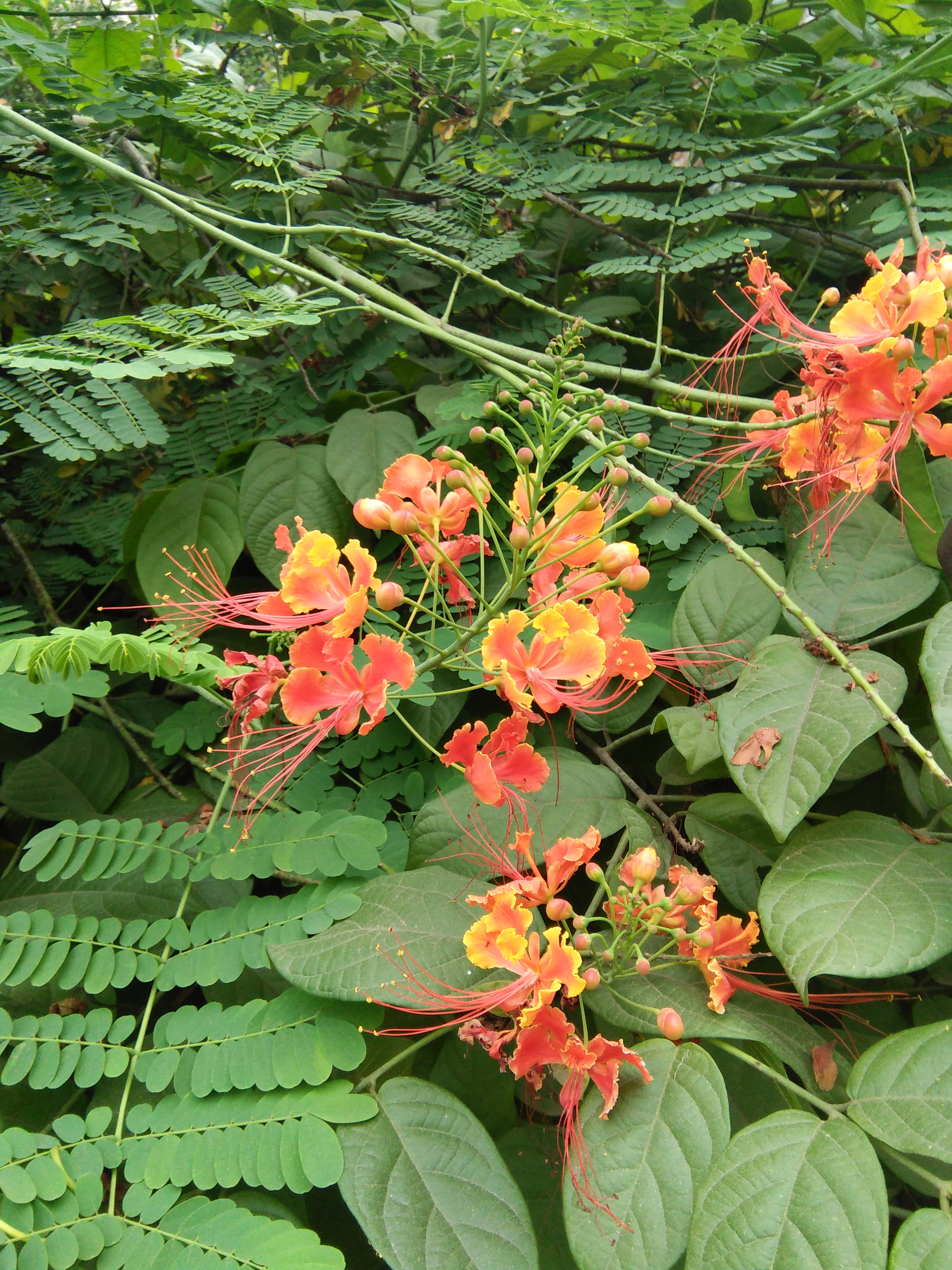
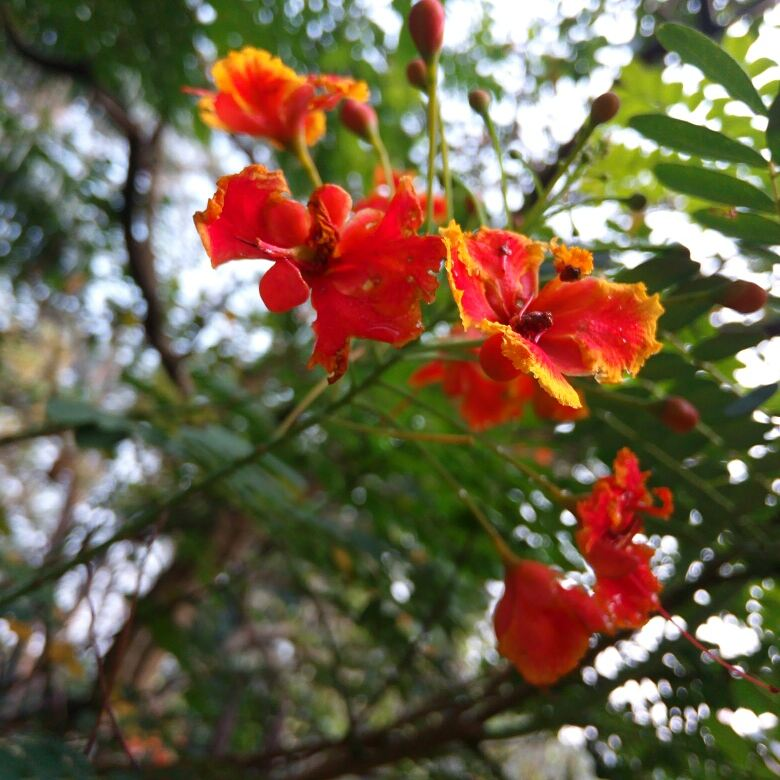
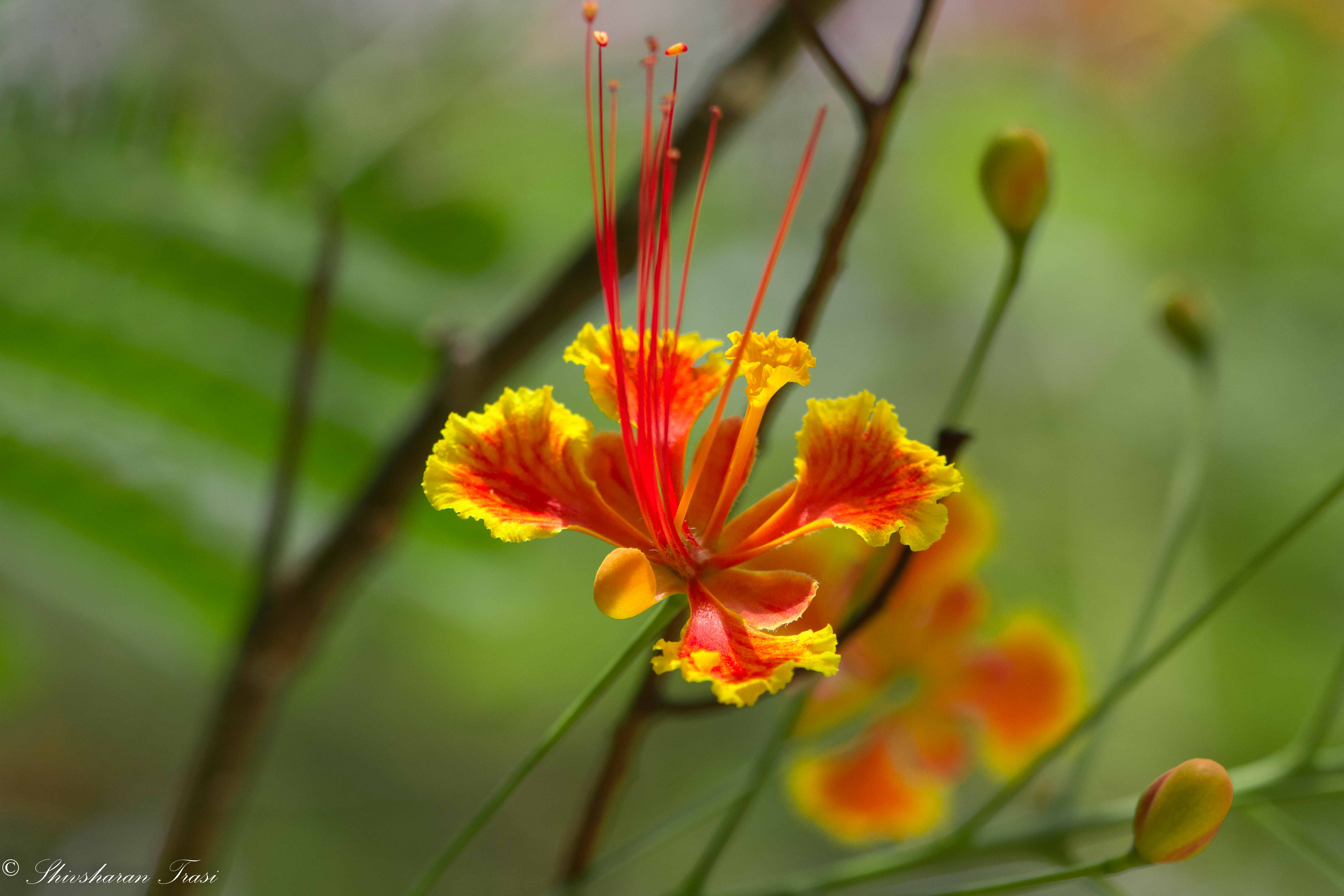
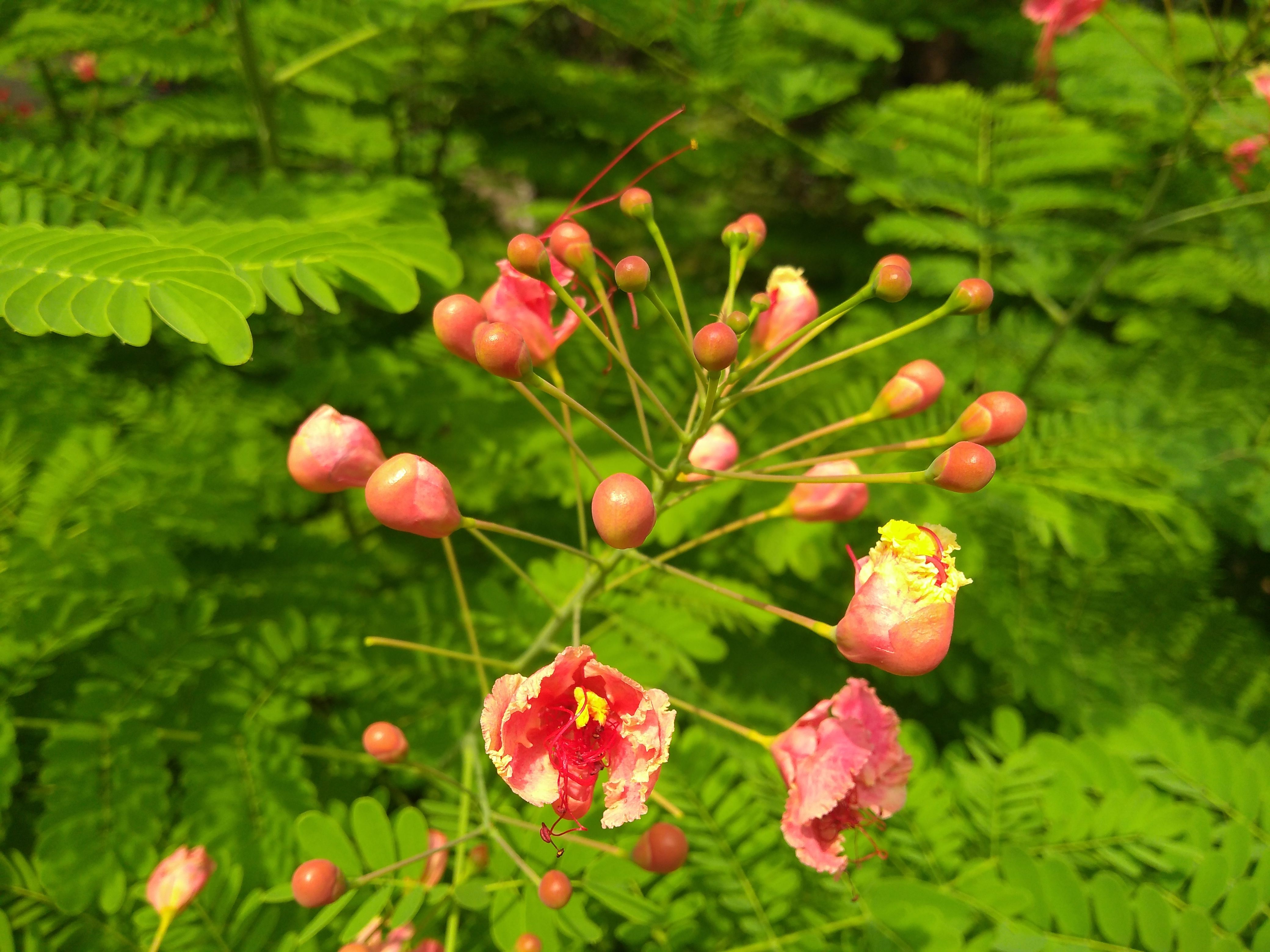
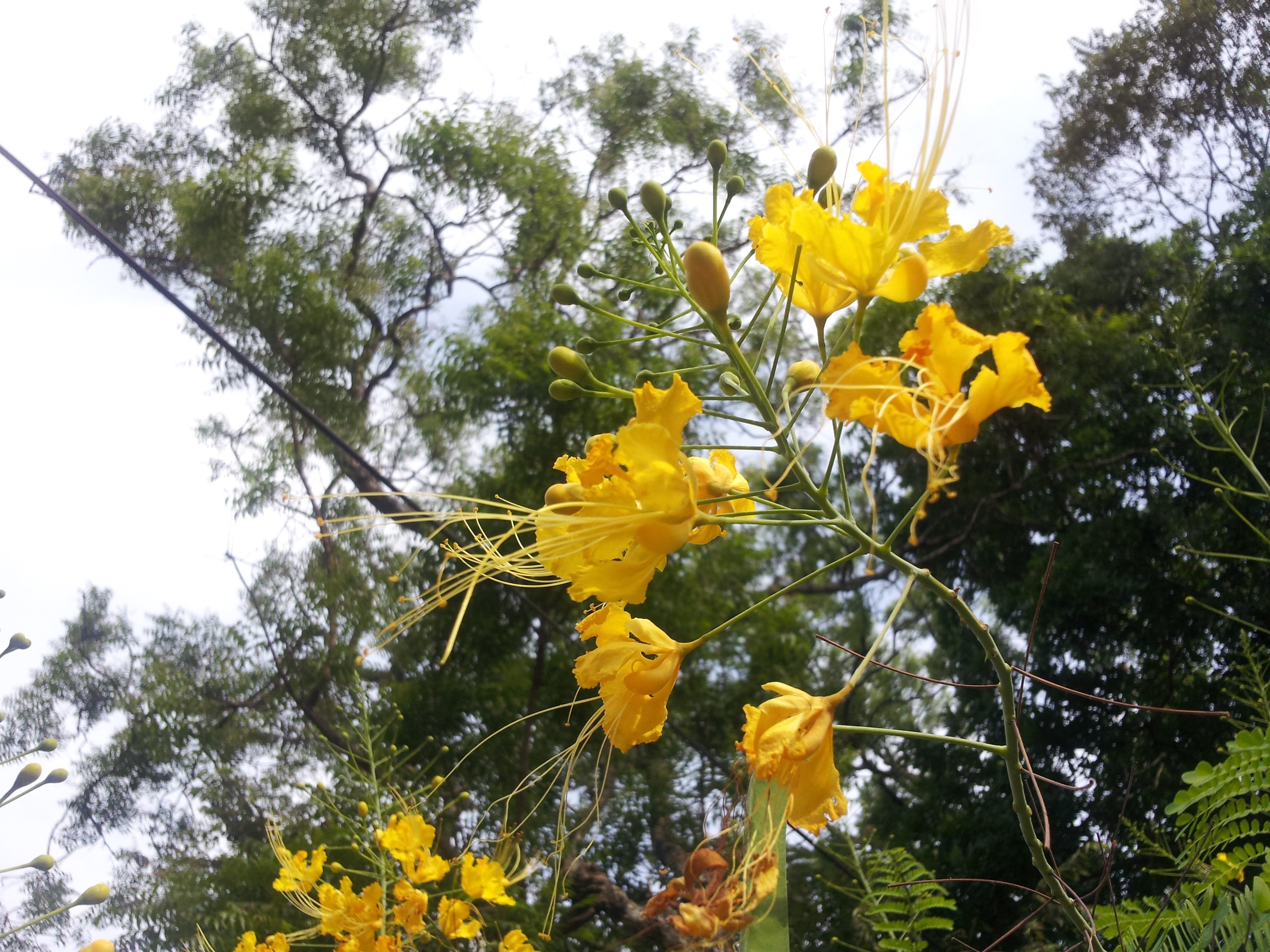
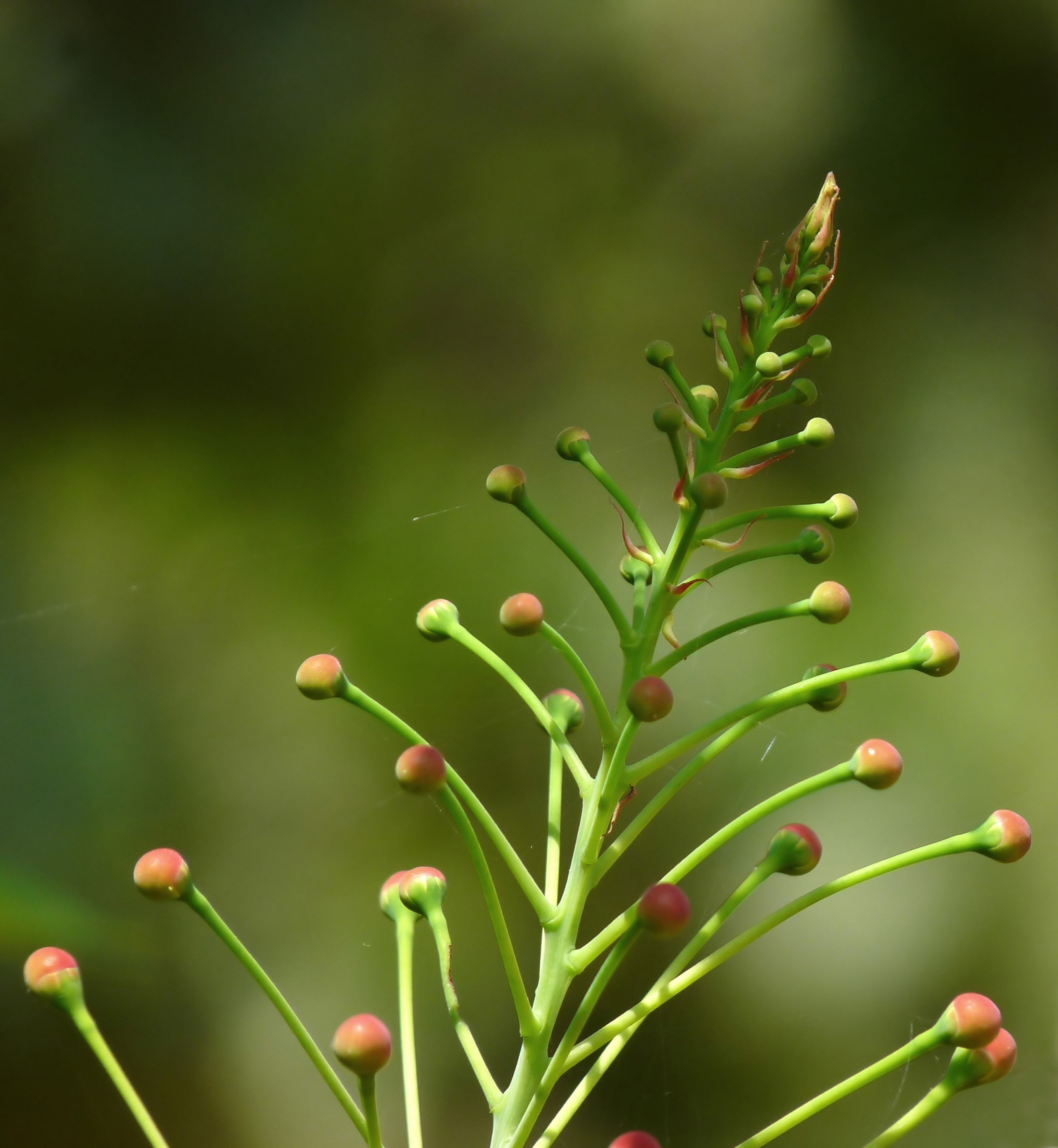

## المواد الفعالة فيه
- قلويد
- صابونين
- مواد عفصية
- فيتوستيرول